# Navoiy
Navoiy (in uzbeco Навоий?) è una città sita nel sud ovest dell'Uzbekistan e capoluogo dell'omonima regione.
Originalmente conosciuta come Kermine sotto l'Emirato di Bukhara, la città venne rifondata nel 1958, intitolandola in onore del poeta e statista Alisher Navoi, che scrisse in persiano e Chaghatai alla corte dell'emiro Husayn Bayqara a Herat.